# Pierre Adolphe Piorry

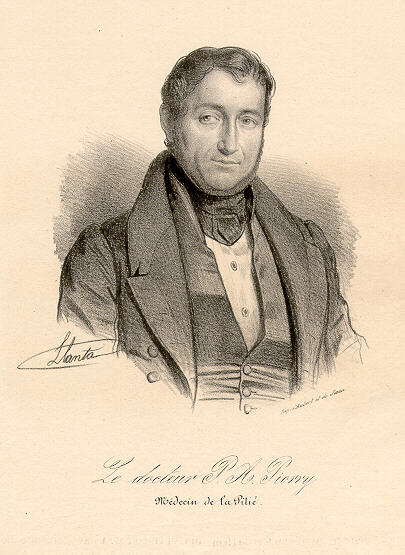
Pierre Adolphe Piorry, Lithografie um 1870

Pierre Adolphe Piorry (* 31. Dezember 1794 in Poitiers; † 29. Mai 1879) war ein französischer Arzt und Dichter. Er wurde vor allem bekannt durch die Erfindung des Plessimeters.

## Leben
Piorry studierte Medizin in Paris und war Schüler von Jean-Nicolas Corvisart (1755–1821), Gaspard Laurent Bayle (1774–1816), François Broussais (1772–1838) und François Magendie (1783–1855). Während seiner Studienzeit nahm er an den Napoleonischen Kriegen in Spanien teil. 1816 promovierte er mit der Arbeit „Du danger de la lecture des livres de médecine par les gens du monde“. 1819 wurde er Mitglied der „Société de Médecine de Paris“ und war seit ihrer Gründung im Jahr 1920 Mitglied der Académie nationale de médecine. Später wurde er ein geschätzter Professor für Medizin an der Charité, dem Hôpital de la Pitié und dem Hôtel-Dieu in Paris. Im Jahr 1832 wurde er an das Hôpital de la Salpêtrière berufen, wo er klinische Vorlesungen hielt.
René Laennecs Erfindung des Stethoskops im Jahr 1816 und seine Veröffentlichung von „De l’Auscultation Médiate“ (1819) inspirierten Piorry zu einem analogen Beitrag zur Wissenschaft der medizinischen Perkussion. Im Jahr 1826 führte Piorry das Plessimeter (französisch le plessimétre) ein, ein zur Perkussion eingesetztes Instrument, das er in seiner Abhandlung „De la Percussion Médiate“ 1828 beschrieb.
Piorry veröffentlichte Werke zu zahlreichen Aspekten der Medizin und hatte einige Erfolge als Dichter. Eines seiner bekannteren Gedichte war „Dieu, L’Ame et la Nature“ von 1853.
Piorry dachte, dass Diabetiker aufgrund der Menge an Zucker, die sie über den Urin ausscheiden, an Gewicht abnehmen. Sein Vorschlag war, dass Diabetiker große Mengen Zucker konsumieren sollten. Sein gefährlicher Rat verursachte einen Todesfall und die Behandlung gerrat in Verruf.

## Schriften (Auswahl)
- Dissertation sur le danger de la lecture des livres de médecine par les gens du monde : thèse présentée et soutenue à la Faculté de médecine de Paris le 12 juin 1816 / par P. A. Piorry. - Édition électronique : numérisation 2003. 2003, OCLC 492334199 (französisch, univ-paris5.fr – Originaltitel: Dissertation sur le danger de la lecture des livres de médecine par les gens du monde / par P-A. Piorry. Paris 1816.).
- De la percussion médiate et des signes obtenus à l’aide de ce nouveau moyen d’exploration dans les maladies des organes thoraciques et abdominaux. Paris 1828, OCLC 490251359 (französisch).
- Dieu, l’âme, la nature, poëme par P.-A. Piorry, suivi de fragments poétiques sur les médecins, sur Napoléon, sur la Révolution. J.-B. Baillière, Paris 1854, OCLC 457823337 (französisch).
- Diagnostik und Semiotik mit vorzüglicher Berücksichtigung der neuesten mechanisch-nosognostischen Hülfsmittel. Deutsch von G. Krupp. Leipzig/Kassel 1837–1839.